# 松平信定 (大河内松平家)
松平 信定（まつだいら のぶさだ）は、江戸時代中期の旗本寄合。松平信綱の四男。柳生新陰流の使い手。常陸国新治郡5000石の領主。
慶安3年（1650年）10月8日に上総・久留里藩主・土屋利直の娘を室に迎える。元禄10年（1697年）12月5日に隠居し、四男の信望に家督を譲る。享保元年（1716年）12月8日に死去。享年90。